# PT-85
Der PT-85 ist ein nordkoreanischer leichter Schwimmpanzer und eine Weiterentwicklung bzw. Modifikation des sowjetischen PT-76.
Bestätigt wurde, dass Nordkorea den Amphibienpanzer PT-76 zum PT-85 weiterentwickelt hat, doch dessen Einführung gestaltet sich wegen des desolaten Zustands der Rüstungsbetriebe schwierig. Experten schätzen, dass seit Mitte der 1990er-Jahre nur 20 Serienfahrzeuge an die Armee ausgeliefert wurden. Der PT-85 basiert auf dem Fahrgestell des VTT-323 APC und ist in der Erscheinung dem PT-76 mit einigen Modifikationen ähnlich.